# Rudolf Lampert
Rudolf Lampert (* 6. Mai 1956 in Eschen; † 16. Juli 2021) war ein liechtensteinischer Politiker und von 1993 bis Dezember 2008 Abgeordneter im liechtensteinischen Landtag.
Lampert wurde 1993 erstmals für die Fortschrittliche Bürgerpartei in den Landtag des Fürstentums Liechtenstein gewählt. Als Abgeordneter war er seit 2001 Mitglied in der liechtensteinischen Delegation in der Interparlamentarischen Union und seit 2003 Mitglied der Geschäftsprüfungskommission.
Lampert war verheiratet und hatte zwei Kinder.